# Friedhof Notre-Dame-des-Neiges

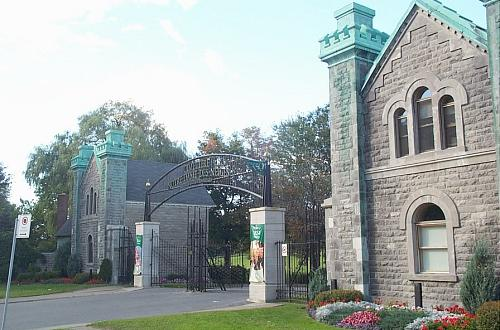
Haupteingang des Friedhofs

Der Friedhof Notre-Dame-des-Neiges („Unsere Liebe Frau im Schnee“) ist ein Friedhof in der kanadischen Stadt Montreal. Er ist 139 Hektar groß und befindet sich im Stadtbezirk Côte-des-Neiges–Notre-Dame-de-Grâce. Der Friedhof liegt am Westhang des Montrealer Hausbergs Mont Royal. Er wird begrenzt vom Campusgelände der Université de Montréal im Westen, von der Hauptstraße Chemin de Côte-des-Neiges im Süden, vom Parc du Mont-Royal im Osten und vom Friedhof Mont-Royal im Norden. Mit 55 Kilometer Gehwegen und über einer Million Bestatteten ist Notre-Dame-des-Neiges der größte Friedhof des Landes.
Eröffnet wurde Notre-Dame-des-Neiges im Jahr 1854 als Friedhof der Pfarrei Notre-Dame de Montréal. Er war ursprünglich Katholiken vorbehalten, weshalb hier überwiegend Frankokanadier bestattet worden sind. Der benachbarte Friedhof Mont-Royal war protestantisch und diente überwiegend den Anglokanadiern. Inzwischen stehen beide Friedhöfe allen offen. Aufgrund der wachsenden Nachfrage nach Feuerbestattungen wurden seit 1978 neun Gebäude errichtet, die architektonisch Mausoleen nachempfunden sind und in denen die Urnen aufbewahrt werden.
Seit 1999 ist der Friedhof als National Historic Site klassifiziert.

## Grabstätten berühmter Personen
In Notre-Dame-des-Neiges fanden zahlreiche Persönlichkeiten ihre letzte Ruhestätte. Nachfolgend eine Auswahl:
- Philippe-Joseph Aubert de Gaspé (1786–1871), Schriftsteller
- Henri Bourassa (1868–1952), Journalist und Politiker
- Robert Bourassa (1933–1996), Premierminister Québecs
- Dino Bravo (1948–1993), Wrestler
- George-Étienne Cartier (1814–1873), Politiker und Vater der Konföderation
- Thérèse Casgrain (1896–1981), Politikerin und Frauenrechtlerin
- Joseph-Adolphe Chapleau (1840–1898), Premierminister Québecs
- Jean Drapeau (1916–1999), Bürgermeister Montreals
- Amédée Forget (1847–1923), Politiker
- Gratien Gélinas (1909–1999), Schauspieler, Regisseur und Autor
- Lomer Gouin (1861–1929), Premierminister Québecs
- Doug Harvey (1924–1989), Eishockeyspieler
- Camillien Houde (1889–1958), Bürgermeister Montreals
- Louis-Hippolyte La Fontaine (1807–1864), Premierminister der Provinz Kanada
- Pierre Laporte (1921–1970), Journalist und Politiker
- Calixa Lavallée (1842–1891), Musiker
- Thomas D’Arcy McGee (1825–1868), Politiker und Vater der Konföderation
- André Mathieu (1929–1968), Pianist und Komponist
- Honoré Mercier (1840–1894), Premierminister Québecs
- Émile Nelligan (1879–1941), Dichter
- Gédéon Ouimet (1823–1905), Premierminister Québecs
- Jean Papineau-Couture (1916–2000), Komponist
- Maurice Richard (1921–2000), Eishockeyspieler
- Jeanne Sauvé (1922–1993), Generalgouverneurin Kanadas
- Louis-Olivier Taillon (1840–1923), Premierminister Québecs
- La Bolduc (1894–1941), Sängerin und Musikerin